# کارل نهم
کارلِ نُهُم Karl IX ‏ (۴ اکتبر ۱۵۵۰ – ۳۰ اکتبر ۱۶۱۱) شاه سوئد از ۱۶۰۴ تا زمان مرگش بود. او جوان‌ترین پسر گوستاو اول سوئد، برادر اریک چهاردهم و یوهان سوم بود.
او با پشتیبانی از پروتستان‍ها در دوره‌ای از تاریخ اروپا که جنگ‌های مذهبی شدت گرفته بود، بر تخت پادشاهی نشست. این مشاجرات مذهبی سبب برکناری برادرزاده او، زیگیسموند، از سلطنت سوئد گردید و باعث شد رهبران کشور، او را شاه سوئد اعلام نمایند.
با مرگ یوهان سوم، شاه سوئد، در نوامبر ۱۵۹۲ آخرین مرحله از اصلاحات پروتستانی آغاز شد. از آنجا که شارل از پروتستانها حمایت می‌کرد و برادرزاده‌اش،زیگیسموند که شاه لهستان بود، هوادار کاتولیک‌ها بود، رقابتی جدی میان این دو کشور (سوئد و لهستان) درگرفت که طی سال‌های آینده منجر به جنگ‌های طولانی میان آن دو گردید.